# Silvestr III.
Silvestr III., rozený Giovanni dei Crescenzi–Ottaviani, rodným jménem Jan (okolo 1000 Řím – 1062 nebo 1063) narozený v Sabině, regionu severovýchodně od Říma v oblasti Lazia okolo města Rieti. Giovanni dei Crescenzi–Ottaviani byl papežem od 20. ledna 1045 do března 1045.

## Život
Po smrti papeže Jana XIX. v říjnu 1032 se papežský trůn stal předmětem sporu mezi soupeřícími frakcemi. Benedikt IX., vlastním jménem Teofylaktus, tehdy asi dvacetiletý, byl synem byl Alberica III., tusculského hraběte a byl podporován i dalšími šlechtici z regionu. Giovanni de Crescenzi-Ottaviani byl podporován vlastní rodinou Crescenzi. Alberic zajistil volbu svého syna podplácením. Synovec a jmenovec papeže Benedikta VIII. převzal jméno Benedikt IX. Mladík byl nejen nekvalifikovaný, ale vedl údajně rozpustilý život. Spory o papeže vedly ke vzpouře v Římě a v roce 1044 k vyhnání Benedikta IX. Na papežský stolec se tak dostal Giovanni dei Crescenzi–Ottaviani, jenž byl zvolen po vyhnání Benedikta IX. z Říma. Právoplatnost jeho volby je sporná (podle některých názorů byl vzdoropapežem, ovšem Vatikán jej uvádí na svém oficiálním seznamu papežů. Jeho pontifikát trval jen do Benediktova návratu. Ten Silvestra exkomunikoval a tak se v březnu téhož roku Silvestr vrátil do úřadu biskupa v italském regionu Sabina, který zastával před svou volbou papežem.

## Biskup ze Sabiny papežem
Giovanni de 'Crescenzi (Jan ), biskup ze Sabiny, byl zvolen po tvrdých a dlouhotrvajících bojích. V lednu 1045 usedl na papežský stolec pod jménem Silvestr III. Svržený papež Benedikt IX. po svém návratu do Říma nového papeže exkomunikoval a vyhnal jej. Silvestr III. se vrátil zpět do Sabiny aby nastoupil zpátky do úřadu biskupa v této diecézi. Téměř o dva roky později (v prosinci roku 1046) byl synodou konanou v Sutri zbaven biskupství a kněžství a bylo mu nařízeno, aby odešel do kláštera. Nařízení pravděpodobně nebylo nikdy splněno, neboť Silvestr je zaznamenán jako biskup v Sabině ještě nejméně v roce 1062. Nástupce na biskupství v Sabině je zaznamenán v říjnu roku 1063, což naznačuje, že někdy před tímto datem Jan - bývalý papež Silvestr III. zemřel.
Ačkoli některými historiky je Giovanni dei Crescenzi jako Silvestr III. považován za vzdoropapeže, je stále uváděn ve vatikánském seznamu jako oficiální papež (1045). Podobná situace nastala v případě papeže Řehoře VI. (1045-1046). Jeho pontifikální jméno bylo znovu použito Klementem III.